# Craven District
Craven ist ein ehemaliger District in der Grafschaft North Yorkshire in England. Verwaltungssitz ist die Stadt Skipton. Weitere bedeutende Orte sind Bentham, Settle, Clapham und Sutton-in-Craven.
Der Bezirk wurde am 1. April 1974 gebildet und entstand aus der Fusion des Urban District Skipton, des Rural District Settle und des größten Teils des Rural District Skipton. Er bestand bis 2023.
Koordinaten: 53° 57′ N, 2° 1′ W